# Morgan Farley
Francis Morgan Farley (Mamaroneck, 3 ottobre 1898 – San Pedro, 11 ottobre 1988) è stato un attore statunitense.

## Filmografia parziale

### Cinema
- Open Secret, regia di John Reinhardt (1948)
- Jim lo sfregiato (Hollow Triumph), regia di Steve Sekely (1948)
- Gianni e Pinotto e l'assassino misterioso (Bud Abbott Lou Costello Meet the Killer Boris Karloff), regia di Charles Barton (1949)
- Alan, il conte nero (The Strange Door), regia di Joseph Pevney (1951)
- Mezzogiorno di fuoco (High Noon), regia di Fred Zinnemann (1952)
- 2022: i sopravvissuti (Soylent Green), regia di Richard Fleischer (1973)
- Il paradiso può attendere (Heaven Can Wait), regia di Warren Beatty e Buck Henry (1978)

### Televisione
- Star Trek – serie TV, episodi 1x21-2x23 (1967-1968)
- Missione impossibile (Mission: Impossible) – serie TV, episodio 5x15 (1971)
- Sulle strade della California (Police Story) – serie TV, episodio 4x21 (1977)